# Верхние Поляны
Верхние Поляны — село в Белинском районе Пензенской области России. Входит в состав Камынинского сельсовета.

## География
Расположено в 7 км к юго-востоку от села Камынино, на левом берегу реки Большой Чембар.

## Население
| 1747 | 1864  | 1877  | 1897  | 1911  | 1926  | 1930  |
| ---- | ----- | ----- | ----- | ----- | ----- | ----- |
| 1052 | ↗2352 | ↗2584 | ↗2823 | ↗3226 | ↘1367 | ↘1262 |
| 1951 | 1959  | 1979  | 1989  | 1996  | 2002  | 2010  |
| ↘367 | ↘349  | ↗522  | ↗527  | ↘521  | ↘504  | ↘447  |

## История
Основано в 1-й четверти XX века, путем выделения из села Поляны. С 1923 по 2010 год центр Верхнеполянского сельсовета. В 1939 году — правление колхоза «Красный Октябрь». В 1955 году — центральная усадьба колхоза имени Шверника. В 1980-е годы — центральная усадьба колхоза «Красное Знамя».